# 臼井日出男
臼井 日出男（うすい ひでお、1939年〈昭和14年〉1月3日 - ）は、日本の政治家。勲等は旭日大綬章。
衆議院議員（8期）、防衛庁長官（第58代）、法務大臣（第67・68代）などを歴任した。父の臼井荘一は衆議院議員を務めた。長男の臼井正一は参議院議員、元千葉県議会議員。2016年から公益財団法人日本武道館で理事長を務める。

## 経歴
千葉県千葉市花見川区検見川町出身。千葉大学教育学部附属小学校、千葉大学教育学部附属中学校を卒業後、千葉県立千葉高等学校卒業。中央大学経済学部経済学科卒業。
1961年4月、中央大学経済学部を卒業後、東京日野ヂーゼル株式会社に入社。入社は父の口利きであった。1967年に退職し、父の衆議院議員・臼井荘一の秘書に転じる。当初は国会議員になるつもりはなかったが、兄が仕事を理由に国会議員になることを拒んだため、国会議員を意識し始める。1980年、父の跡を継ぎ、第36回衆議院議員総選挙に旧千葉1区から出馬して初当選。
1996年、第1次橋本内閣で防衛庁長官に就任し、初入閣。1999年に小渕再改造内閣で法務大臣に就任。首相・小渕恵三の危篤により、急遽自由民主党幹事長の森喜朗が後継総裁に就任し、事実上の居抜き内閣の形で組閣した第1次森内閣でも法相に留任した。
1980年の初当選以来7回連続で当選していたが、2003年の第43回衆議院議員総選挙では千葉1区で民主党の田嶋要に敗れて落選。しかし、2005年の第44回衆議院議員総選挙では千葉1区で田嶋を破り、国政に復帰。
2008年9月25日、記者会見を開き、翌年の第45回衆議院議員総選挙への不出馬の意向を表明し、政界を引退した。引退に際して、「日本が国際社会に合わせる動きが続いているが、日本独自の立場を守ることはもっと大事だ。」という言葉を残した。後継として、長男の元千葉県議会議員の臼井正一が千葉1区から出馬したものの、次点落選。
2016年から公益財団法人日本武道館の理事長を務める。

## エピソード
- 障害を持つ兄がいる影響で、父の代から福祉と教育に力を注いでいる[2]。
- 選択的夫婦別姓制度導入に反対する[9]。2000年、臼井の選択的夫婦別姓制度導入への反対は、自身を後援する神道政治連盟の意見であり、政教分離の点で問題があるのではないかと批判された[10]。
- 2009年11月、平成21年秋の叙勲において旭日大綬章を受章[11][12]。

## 所属していた団体・議員連盟
- 自由民主党朝鮮半島問題小委員会（顧問）
- 神道政治連盟国会議員懇談会
- 日韓議員連盟